# Boom bap
Boom bap je styl produkce v hip-hopu. Byl populární ve východní části Spojených států. Pro pojem „boom bap“ je typický výrazný buben. To je obvykle vyjádřeno akustickým bubnem smyčky / přerušení, ke kterému je potom rozděleno a přehráno s použitím samplů, jako je například Akai MPC nebo SP1200. Termín byl propagován albem Return of the Boom Bap od KRS-One.

## Přehled
Boom bap produkce byla spojována s producenty z New Yorku na přelomu 80. a 90. let, jako jsou DJ Premier, Pete Rock, KRS-One, Q-tip, Ali Shaheed Muhammad, EPMD, RZA, Marley Marl, Large Professor, Prince Paul a Scott La Rock. Tímto stylem se také zabývali producenti mimo New York, jako J Dilla z Detroitu a People Under The Stairs z Los Angeles.
Ačkoli se boom bap stále používá, není již dominantní styl v hip-hopové produkci. Avšak v posledních letech zažil boom bap nepatrný návrat díky umělcům jako je Joey Bada$$.

## Prvky boom bap beatu
Je používán soul, jazz, R&B a reggae sampling. Boom bap beaty jsou často funky. Mají relativně méně hustých bicích smyček. Často obsahují pouze čtvrťový takt (kick-snare-kick-snare). Avšak to že beat má méně hustých bicích smyček, neznamená že je beat jednodušší, naopak to vyžaduje zručnost najít samply, které se hodí ke snaru bicích.
Vytvořený zvuk se zaměřuje na vztah mezi bubny a umělcem.